# Al-Alam
Die arabischsprachige Satirezeitschrift al-Alam (arabisch العالم, DMG al-ʿĀlam, „Die Welt“) erschien wöchentlich zwischen 1926 und 1927 in Kairo in insgesamt 51 Ausgaben. Ihr Gründer und Herausgeber war ʿAli Fahmi Kamil (1870–1926), der ebenfalls als Manager der Zeitschrift al-Liwaʾ fungierte. Ihre Inhalte bezogen sich überwiegend auf das politische Zeitgeschehen und die sozialen Gegebenheiten der damaligen Zeit in Ägypten. 1927 schloss sie sich mit der Zeitschrift Kull šayʾ zu dem neuen Magazin Kull šayʾ wa-l-ʿālam zusammen.